# Alaumet e Vilacun
Alaumet e Vilacun (en francès Olmet-et-Villecun) és un municipi occità del Llenguadoc, situat a la regió d'Occitània, al departament de l'Erau.